# Melanimonini
Melanimonini (лат.) — триба жесткокрылых из семейства чернотелок подсемейства Tenebrioninae.

## Описание
Передний край наличника с глубокой вырезкой. Усики уплощены и на вершине расширены. Крылья имеются. Голени передних ног толстые.

## Систематика
В состав трибы входят три рода:
- Cheirodes Gené, 1839 (syn. Anemia Laporte de Castelnau, 1840)
- Edylius Champion, 1894
- Melanimon Steven, 1829

## Распространение
Встречается в Евразии, Африке, юго-западе Северной Америке, Австралии.